# کوجی، ایواته
کوجی در استان ایواته در کشور ژاپن واقع شده‌است که دارای جمعیت ۳۷٬۸۲۴ نفر و مساحت ۶۲۳٫۱۴ کیلومتر مربع با تراکم جمعیت ۶۰٫۷ نفر در کیلومترمربع است و در تاریخ ۶ مارس ۲۰۰۶ به عنوان شهر شناخته شد.